# Steenkooldiesel
Steenkooldiesel is een dieselolie die door een chemisch proces gewonnen is uit steenkolen. Er zijn twee soorten chemische processen om van steenkool steenkooldiesel te maken, namelijk het Fischer-Tropschprocédé en liquefactie.
Steenkooldiesel die door middel van het Fischer-Tropschprocédé vervaardigd is, is van extreem hoge kwaliteit en bevat vrijwel geen zwavel en andere verontreinigingen. Door liquefactie gewonnen steenkooldiesel is van een lagere kwaliteit dan steenkooldiesel die door het Fischer-Tropschprocédé vervaardigd is.
Het cetaangetal van steenkooldiesel is dusdanig hoog dat het alleen in bijgemengde vorm op de markt komt. Zo bracht Shell het product V-power, een mengsel van natuurlijke en volgens het Fischer-Tropschprocédé vervaardigde dieselolie, op de markt.